# Bultaco Sherpa S
|  | No s'ha de confondre amb Bultaco Sherpa N o Bultaco Sherpa T. |

La Bultaco Sherpa S fou un model de motocicleta fabricat per Bultaco entre 1960 i 1972, dissenyat específicament per a la pràctica del motocròs. Al llarg de la seva vida comercial se'n produïren diverses versions en quatre cilindrades (100, 125, 175 i 200 cc), totes elles amb les següents característiques generals: motor de dos temps monocilíndric refrigerat per aire, bastidor de simple bressol, frens de tambor i amortidors de forquilla convencional davant i telescòpics darrere.
Juntament amb la Sherpa N (amb la qual es llançà simultàniament), la Sherpa S fou la primera Bultaco de fora d'asfalt. Fou també la primera motocicleta de motocròs que es produí en sèrie a Catalunya.

## Història

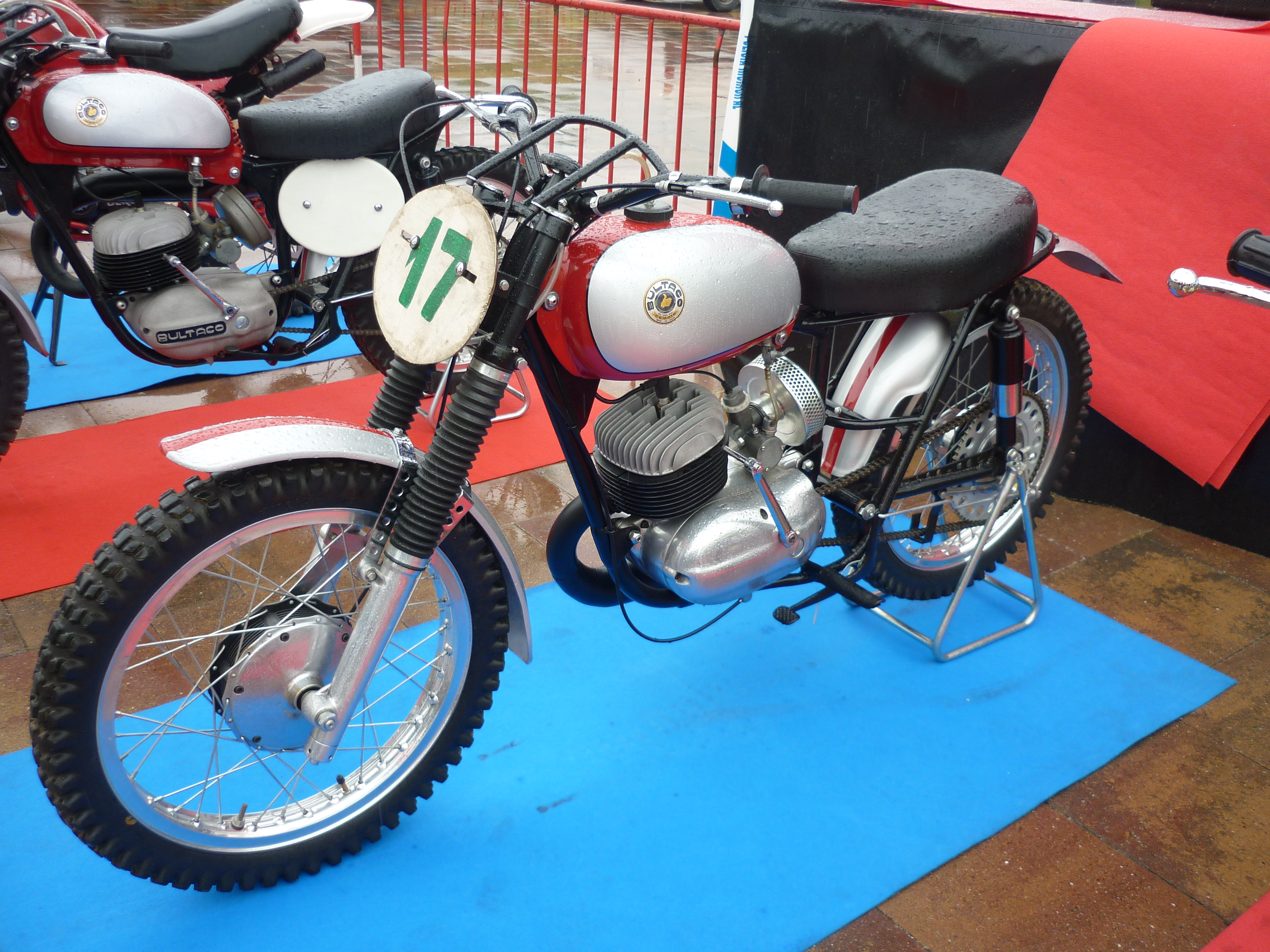
La Sherpa S 125 que pilotà Estanis Soler a començaments dels 60

El 1960, Bultaco llançà dues motos de fora d'asfalt derivades de sengles models de carretera: la Sherpa S, amb el motor de la Tralla 101 (el primer model de la marca, aparegut el 1959) i la Sherpa N, amb el de la 155. La primera era una moto pensada per a les competicions de motocròs i la segona, considerada la primera Bultaco de "trial" i antecessora directa de la reeixida Bultaco Sherpa T, per a l'ús en zones rurals amb camins en males condicions. Les respectives inicials han estat interpretades sovint com a "S" de Scramble —nom amb què encara es coneixia aleshores el motocròs al Regne Unit— i "N" de Natura.
La Sherpa S era una evolució molt elemental de la Tralla 101, bàsicament la mateixa moto però amb els canvis necessaris al motor, transmissió, frens i suspensions, a més de l'adopció de manillar, parafangs i rodes de motocròs. La moto se subministrava amb un joc de corones accessori per tal de poder-ne variar la relació de canvi final en funció del circuit i, opcionalment, amb un kit que incloïa tub d'escapament amb silenciador, equip d'il·luminació i culata de menor compressió per tal de poder-la fer servir fora dels circuits, permetent així entrenar-s'hi a qualsevol indret.
Aquest model ajudà Bultaco a introduir-se en el món del motocròs, tant a Espanya —on el primer campionat estatal de la disciplina s'havia instaurat el 1959— com a la resta del món. Amb el pas dels anys, però, la Sherpa S fou superada pel nou model de la marca, la Pursang (apareguda el 1967 com a continuadora de la Métisse desenvolupada en col·laboració amb els germans Rickman), de manera que les vendes de la Sherpa S caigueren en picat a la majoria de països on es distribuïa, tret dels EUA on el seu concepte encaixava més bé que el de la Pursang. Gràcies, doncs, a la bona acollida que seguia tenint al mercat nord-americà, la Sherpa S seguí en producció fins al 1972. La situació canvià quan Jim Pomeroy guanyà la primera mànega del Gran Premi d'Espanya de motocròs de 1973 amb una Pursang 250 (era la primera vegada que un americà guanyava una cursa del mundial de motocròs); a partir d'aleshores, la demanda de Pursang es disparà als EUA en detriment de la Sherpa S i, poc després, aquesta es discontinuà definitivament.

### Enduro

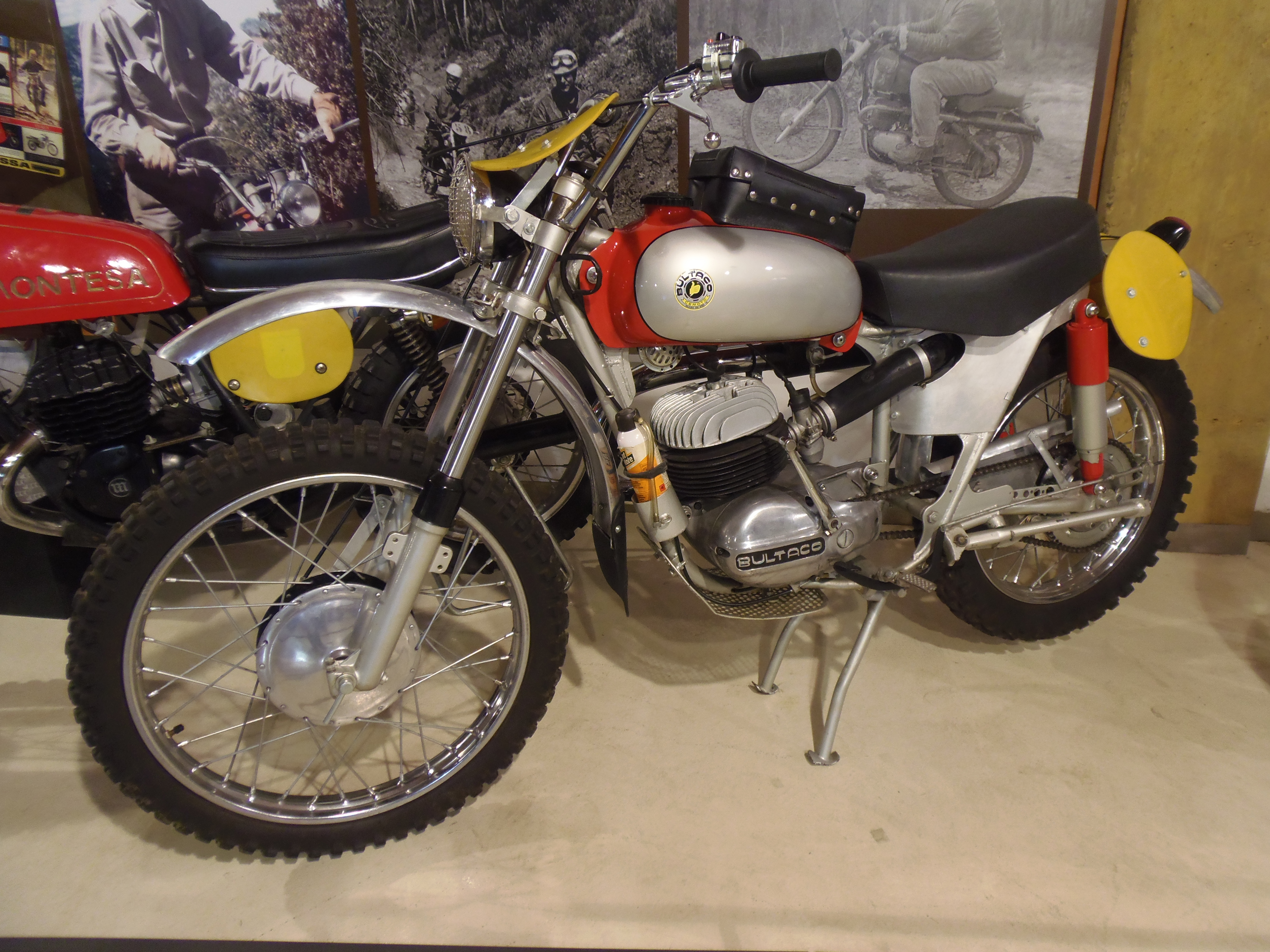
Prototip de Sherpa S 200 que competí als ISDT de 1963

La Sherpa S fou també la base dels models d'enduro de Bultaco. Ja el 1962, els catalans Oriol Puig Bultó i José Sánchez participaren pel seu compte a la prova més emblemàtica d'aquesta disciplina (aleshores anomenada encara "Regularitat"), els ISDT de Garmisch-Partenkirchen, Alemanya. Hi varen córrer amb sengles Sherpa S 175 adaptades —amb instal·lació elèctrica i llums, motor modificat, silenciador i altres canvis— i acabaren guanyant cadascun d'ells una medalla d'or a la dura prova (foren els dos primers catalans a aconseguir-ho).
Des d'aleshores, tant Puig Bultó com Sánchez i altres pilots de la marca sovintejaren les participacions en els ISDT amb Sherpa S adaptades i, gràcies als seus èxits en aquestes competicions, Bultaco anà desenvolupant a partir d'aquests prototipus les seves motos de Regularitat (anomenada més tard Tot Terreny). Entre 1963 i 1965, Bultaco creà i comercialitzà les primeres versions del seu nou model de Tot Terreny, al qual anomenà Matador.

## Versions

### Llista de versions produïdes
| Versió  | Cilindrada | Id. Model | Núm. Sèrie                                 | Període en producció                       | Període en producció                       | Pintura dipòsit                            |                                            |                                            |
| Versió  | Cilindrada | Id. Model | Núm. Sèrie                                 | De                                         | A                                          | Pintura dipòsit                            |                                            |                                            |
| ------- | ---------- | --------- | ------------------------------------------ | ------------------------------------------ | ------------------------------------------ | ------------------------------------------ | ------------------------------------------ | ------------------------------------------ |
| Primera | 100        | 3         | 300.001                                    | 1962                                       | 1967                                       | Vermell i argentat                         |                                            |                                            |
| Primera | 125        | 3         | 300.001                                    | 1960                                       | 1967                                       | Vermell i argentat                         |                                            |                                            |
| Primera | 175        | 3         | 300.001                                    | 1961                                       | 1967                                       | Vermell i argentat                         |                                            |                                            |
| Primera | 200        | 3         | 300.001                                    | 1962                                       | 1967                                       | Vermell i argentat                         |                                            |                                            |
|         |            |           |                                            |                                            |                                            |                                            |                                            |                                            |
| Segona  | 100        | 30        | 30.000.001                                 | 1968                                       | 1970                                       | Vermell (tub d'escapament alt)             |                                            |                                            |
| Segona  | 125        | 43        | 43.000.001                                 | 1968                                       | 1969                                       | Vermell (tub d'escapament alt)             |                                            |                                            |
| Segona  | 175        | 44        | 44.000.001                                 | 1968                                       | 1969                                       | Vermell (tub d'escapament alt)             |                                            |                                            |
| Segona  | 200        | 45        | 45.000.001                                 | 1968                                       | 1969                                       | Vermell (tub d'escapament alt)             |                                            |                                            |
| Segona  | 250        | 46        | Prototipus de sèrie (Sherpa San Antonio 2) | Prototipus de sèrie (Sherpa San Antonio 2) | Prototipus de sèrie (Sherpa San Antonio 2) | Prototipus de sèrie (Sherpa San Antonio 2) | Prototipus de sèrie (Sherpa San Antonio 2) | Prototipus de sèrie (Sherpa San Antonio 2) |
|         |            |           |                                            |                                            |                                            |                                            |                                            |                                            |
| Mk2     | 100        | 78        | 78.000.001                                 | 1970                                       | 1971                                       | Vermell (tub d'escapament baix)            |                                            |                                            |
| Mk2     | 125        | 63        | 63.000.001                                 | 1970                                       | 1972                                       | Vermell (tub d'escapament baix)            |                                            |                                            |
| Mk2     | 175        | 66        | 66.000.001                                 | 1970                                       | 1972                                       | Vermell (tub d'escapament baix)            |                                            |                                            |
| Mk2     | 200        | 67        | 67.000.001                                 | 1970                                       | 1972                                       | Vermell (tub d'escapament baix)            |                                            |                                            |

1. ↑  La versió de 100 cc llançada el 1970 -model 78- no s'anomenà oficialment Mk2, tot i ser igual estèticament a les altres tres.

### Model 3

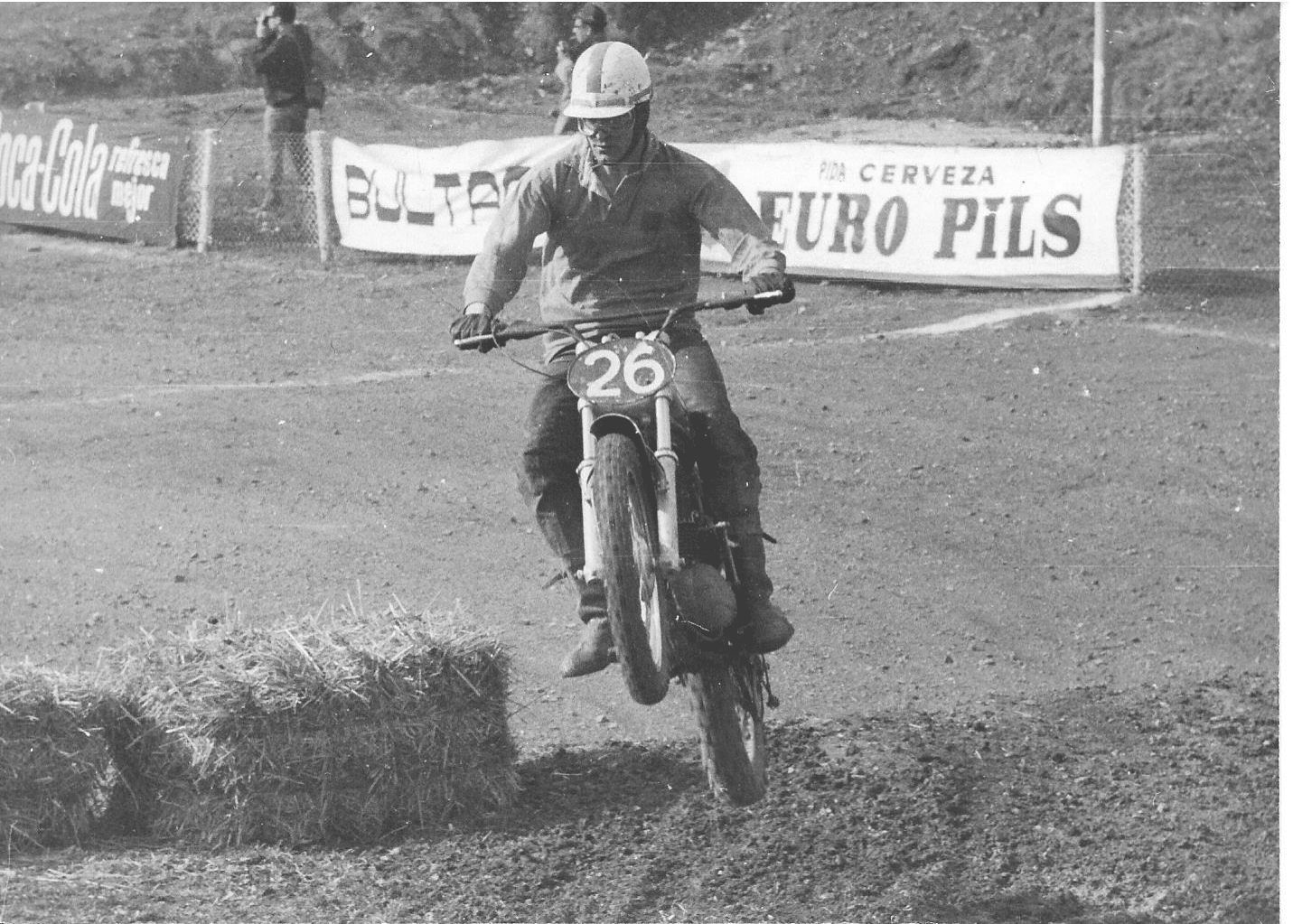
Oriol Puig Bultó amb la Sherpa S al GP d'Espanya de 250cc de 1964

Fitxa tècnica
| Bultaco Sherpa S   | Bultaco Sherpa S  | Bultaco Sherpa S          | Bultaco Sherpa S          | Bultaco Sherpa S          | Bultaco Sherpa S |
| ------------------ | ----------------- | ------------------------- | ------------------------- | ------------------------- | ---------------- |
|                    | 100               | 125                       | 175                       | 200                       |                  |
| Id. Model          | 3                 | 3                         | 3                         | 3                         |                  |
| Núm. Sèrie         | 300.001           | 300.001                   | 300.001                   | 300.001                   |                  |
| Anys               | 1962 - 1967       | 1960 - 1967               | 1961 - 1967               | 1962 - 1967               |                  |
| CC                 | 99,108            | 124,984                   | 174,733                   | 196,047                   |                  |
| Diàmetre x Carrera | 49,5 x 51,5 mm    | 51,5 x 60 mm              | 60,9 x 60 mm              | 64,5 x 60 mm              |                  |
| Compressió         | 14:1?             | 14:1?                     | 14:1?                     | 12:1?                     |                  |
| CV                 | 16,3 a 9.500 rpm? | 19,20 a 9.000 rpm         | 27-28 a 9.000 rpm         | 29 a 9.000 rpm            |                  |
| Carburador         | AMAL 25 mm?       | 25 mm                     | 27 mm                     | 30 mm                     |                  |
| Canvi              | 5 velocitats?     | 5 velocitats?             | 5 velocitats?             | 5 velocitats?             |                  |
| Pneumàtic davant   | 3,00 x 19?        | 3,50 x 19                 | 3,50 x 19                 | 3,50 x 19                 |                  |
| Pneumàtic darrera  | 3,50 x 18?        | 4,00 x 18                 | 4,00 x 18                 | 4,00 x 18                 |                  |
| Frens davant       | 125 x 28 mm?      | 140 x 30 mm?              | 140 x 30 mm?              | 140 x 30 mm?              |                  |
| Frens darrera      | 140 x 40 mm?      | 140 x 40 mm?              | 140 x 40 mm?              | 140 x 40 mm?              |                  |
| Pes en sec         | 80 kg?            | 95 kg?                    | 95 kg?                    | 95 kg?                    |                  |
| Dipòsit            | ?                 | Vermell i argentat (8 l?) | Vermell i argentat (8 l?) | Vermell i argentat (8 l?) |                  |

### Models 30 a 45
Fitxa tècnica
| Bultaco Sherpa S   | Bultaco Sherpa S | Bultaco Sherpa S                      | Bultaco Sherpa S                      | Bultaco Sherpa S                      |
| ------------------ | ---------------- | ------------------------------------- | ------------------------------------- | ------------------------------------- |
|                    | 100              | 125                                   | 175                                   | 200                                   |
| Id. Model          | 30               | 43                                    | 44                                    | 45                                    |
| Núm. Sèrie         | 30.000.001       | 43.000.001                            | 44.000.001                            | 45.000.001                            |
| Anys               | 1968 - 1970      | 1968 - 1969                           | 1968 - 1969                           | 1968 - 1969                           |
| CC                 | 99,108           | 124,984                               | 174,733                               | 196,047                               |
| Diàmetre x Carrera | 49,5 x 51,5 mm   | 51,5 x 60 mm                          | 60,9 x 60 mm                          | 64,5 x 60 mm                          |
| Compressió         | 14:1             | 14:1                                  | 14:1                                  | 12:1                                  |
| CV                 | 16,3 a 9.500 rpm | 21,1 a 8.500 rpm                      | 27,2 a 8.500 rpm                      | 29 a 8.500 rpm                        |
| Carburador         | AMAL 25 mm       | AMAL 930                              | AMAL 930                              | AMAL 930                              |
| Canvi              | 5 velocitats     | 5 velocitats                          | 5 velocitats                          | 5 velocitats                          |
| Pneumàtic davant   | 3,00 x 19        | 3,50 x 19                             | 3,50 x 19                             | 3,50 x 19                             |
| Pneumàtic darrera  | 3,50 x 18        | 4,00 x 18                             | 4,00 x 18                             | 4,00 x 18                             |
| Frens davant       | 125 x 28 mm      | 140 x 30 mm                           | 140 x 30 mm                           | 140 x 30 mm                           |
| Frens darrera      | 140 x 40 mm      | 140 x 40 mm                           | 140 x 40 mm                           | 140 x 40 mm                           |
| Pes en sec         | 80 kg            | 95 kg                                 | 95 kg                                 | 95 kg                                 |
| Dipòsit            | Vermell (7 l)    | Vermell (8 l) // Tub d'escapament alt | Vermell (8 l) // Tub d'escapament alt | Vermell (8 l) // Tub d'escapament alt |

1. ↑  Hi hagué també un prototip de 250 cc (model 46) anomenat Sherpa San Antonio 2.

### MK2
| Bultaco Sherpa S Mk2 | Bultaco Sherpa S Mk2                     | Bultaco Sherpa S Mk2                     | Bultaco Sherpa S Mk2                     | Bultaco Sherpa S Mk2                     | Bultaco Sherpa S Mk2 |
| -------------------- | ---------------------------------------- | ---------------------------------------- | ---------------------------------------- | ---------------------------------------- | -------------------- |
|                      | 100                                      | 125                                      | 175                                      | 200                                      |                      |
| Id. Model            | 78                                       | 63                                       | 66                                       | 67                                       |                      |
| Núm. Sèrie           | 78.000.001                               | 63.000.001                               | 66.000.001                               | 67.000.001                               |                      |
| Anys                 | 1970 - 1971                              | 1970 - 1972                              | 1970 - 1972                              | 1970 - 1972                              |                      |
| CC                   | 99,108                                   | 124,984                                  | 174,733                                  | 196,047                                  |                      |
| Diàmetre x Carrera   | 49,5 x 51,5 mm                           | 51,5 x 60 mm                             | 60,9 x 60 mm                             | 64,5 x 60 mm                             |                      |
| Compressió           | 14:1                                     | 14:1                                     | 14:1                                     | 12:1                                     |                      |
| CV                   | 16,3 a 9.500 rpm                         | 21,1 a 8.500 rpm                         | 27,2 a 8.500 rpm                         | 29 a 8.500 rpm                           |                      |
| Carburador           | AMAL 625                                 | AMAL 930                                 | AMAL 930                                 | AMAL 930                                 |                      |
| Canvi                | 5 velocitats                             | 5 velocitats                             | 5 velocitats                             | 5 velocitats                             |                      |
| Pneumàtic davant     | 3,00 x 19                                | 3,00 x 21                                | 3,00 x 21                                | 3,00 x 21                                |                      |
| Pneumàtic darrera    | 3,50 x 18                                | 4,00 x 18                                | 4,00 x 18                                | 4,00 x 18                                |                      |
| Frens davant         | 125 x 28 mm?                             | 140 x 35 mm                              | 160 x 35 mm                              | 160 x 35 mm                              |                      |
| Frens darrera        | 140 x 40 mm                              | 140 x 40 mm                              | 140 x 40 mm                              | 140 x 40 mm                              |                      |
| Pes en sec           | 80 kg                                    | 100 kg                                   | 101 kg                                   | 101 kg                                   |                      |
| Dipòsit              | Vermell (5,5 l) // Tub d'escapament baix | Vermell (5,5 l) // Tub d'escapament baix | Vermell (5,5 l) // Tub d'escapament baix | Vermell (5,5 l) // Tub d'escapament baix |                      |

1. ↑  La versió de 100 cc llançada el 1970 -model 78- no s'anomenà oficialment Mk2, tot i ser igual estèticament a les altres tres.